# Kveikur
Kveikur è il settimo album in studio del gruppo musicale islandese Sigur Rós, pubblicato il 17 giugno 2013 dalla XL Recordings.

## Descrizione
Si tratta del primo album dai tempi di Von in cui non figura in formazione il tastierista Kjartan Sveinsson, il quale ha abbandonato il gruppo agli inizi del 2013. La copertina è una foto a opera dell'artista brasiliana Lygia Clark.
Il disco è stato anticipato dai singoli Brennisteinn e Ísjaki, rispettivamente pubblicati il 25 marzo e il 29 aprile 2013.
Il tour di promozione è durato oltre un anno e ha compreso circa 80 date, durante le quali il gruppo ha visitato Australia, Sud-Est e Est Asia, Europa e Nord America.

## Tracce
1. Brennisteinn – 7:46
2. Hrafntinna – 6:24
3. Ísjaki – 5:04
4. Yfirborð – 4:20
5. Stormur – 4:56
6. Kveikur – 5:56
7. Rafstraumur – 4:59
8. Bláþráður – 5:13
9. Var – 3:45

## Formazione
Gruppo
- Jón Þór Birgisson – voce, chitarra, tastiera
- Orri Páll Dýrason – batteria
- Georg Hólm – basso

Altri musicisti
- Daníel Bjarnason – arrangiamento strumenti ad arco
- Una Sveinbjarnardóttir – strumenti ad arco
- Pálína Árnadóttir – strumenti ad arco
- Þórunn Ósk Marinósdóttir – strumenti ad arco
- Margrét Árnadóttir – strumenti ad arco
- Borgar Magnason – strumenti ad arco
- Eiríkur Orri Ólafsson – arrangiamento ottoni, ottoni
- Bergrún Snæbjörnsdóttir – ottoni
- Sigrún Jónsdóttir – ottoni

Produzione
- Sigur Rós – produzione, registrazione
- Alex Somers – registrazione, missaggio
- Birgir Jón Birgisson – registrazione
- Rich Costey – missaggio
- Elisabeth Carlsson – assistenza al missaggio
- Chris Kasych – assistenza al missaggio
- Eric Isip – assistenza al missaggio
- Laura Sisk – assistenza al missaggio
- Ted Jensen – mastering
- Valgeir Sigurðsson – registrazione strumenti ad arco

## Classifiche
| Classifica (2013) | Posizione massima |
| ----------------- | ----------------- |
| Australia         | 17                |
| Austria           | 16                |
| Belgio (Fiandre)  | 8                 |
| Belgio (Vallonia) | 24                |
| Danimarca         | 8                 |
| Finlandia         | 18                |
| Francia           | 18                |
| Germania          | 19                |
| Irlanda           | 6                 |
| Italia            | 13                |
| Norvegia          | 6                 |
| Nuova Zelanda     | 34                |
| Paesi Bassi       | 20                |
| Portogallo        | 4                 |
| Regno Unito       | 9                 |
| Spagna            | 25                |
| Svezia            | 14                |
| Svizzera          | 10                |